# Episodi di La CQ - Una scuola fuori dalla media (terza stagione)
| nº    | Titolo originale                                  | Prima TV Latinoamerica | Prima TV Italia  |
| ----- | ------------------------------------------------- | ---------------------- | ---------------- |
| 1     | Jenny vs Clara                                    | 6 maggio 2013          | 3 ottobre 2013   |
| 2     | El Karma de Roque                                 | 7 maggio 2013          | 4 ottobre 2013   |
| 3     | Política cero celulares                           | 8 maggio 2013          | 13 febbraio 2014 |
| 4     | Miss Suplente                                     | 9 maggio 2013          | 14 febbraio 2014 |
| 5     | Cuaderno de Tareas                                | 10 maggio 2013         | 15 febbraio 2014 |
| 6     | Los Celos de Clara                                | 13 maggio 2013         | 16 febbraio 2014 |
| 7     | Video Celebridad                                  | 14 maggio 2013         | 17 febbraio 2014 |
| 8     | Narcolepsia                                       | 15 maggio 2013         | 18 febbraio 2014 |
| 9     | Radio CQ                                          | 16 maggio 2013         | 19 febbraio 2014 |
| 10    | Ángel Chicharito                                  | 17 maggio 2013         | 20 febbraio 2014 |
| 11    | Jenny Buena Onda                                  | 20 maggio 2013         | 21 febbraio 2014 |
| 12    | Detrás de las cámaras                             | 21 maggio 2013         | 22 febbraio 2014 |
| 13    | El cómic de Angel                                 | 22 maggio 2013         | 23 febbraio 2014 |
| 14    | La mascota de la CQ                               | 23 maggio 2013         | 24 febbraio 2014 |
| 15    | Clara fotógrafa                                   | 3 giugno 2013          | 25 febbraio 2014 |
| 16    | Lucha CQ Romana                                   | 4 giugno 2013          | 26 febbraio 2014 |
| 17    | La muñeca de Danny                                | 5 giugno 2013          | 27 febbraio 2014 |
| 18    | Pasarela CQ                                       | 6 giugno 2013          | 28 febbraio 2014 |
| 19    | Autor farsante                                    | 7 giugno 2013          | 1º marzo 2014    |
| 20    | Ángel se va                                       | 10 giugno 2013         | 2 marzo 2014     |
| 21    | Danny Pop Star                                    | 11 giugno 2013         | 3 marzo 2014     |
| 22    | La detención                                      | 12 giugno 2013         | 4 marzo 2014     |
| 23    | Somos padres                                      | 13 giugno 2013         | 5 marzo 2014     |
| 24-25 | El Fantasma Del Casillero 13 (Especial Halloween) | 10 luglio 2013         | 6 marzo 2014     |